# 甲武信ユネスコエコパーク

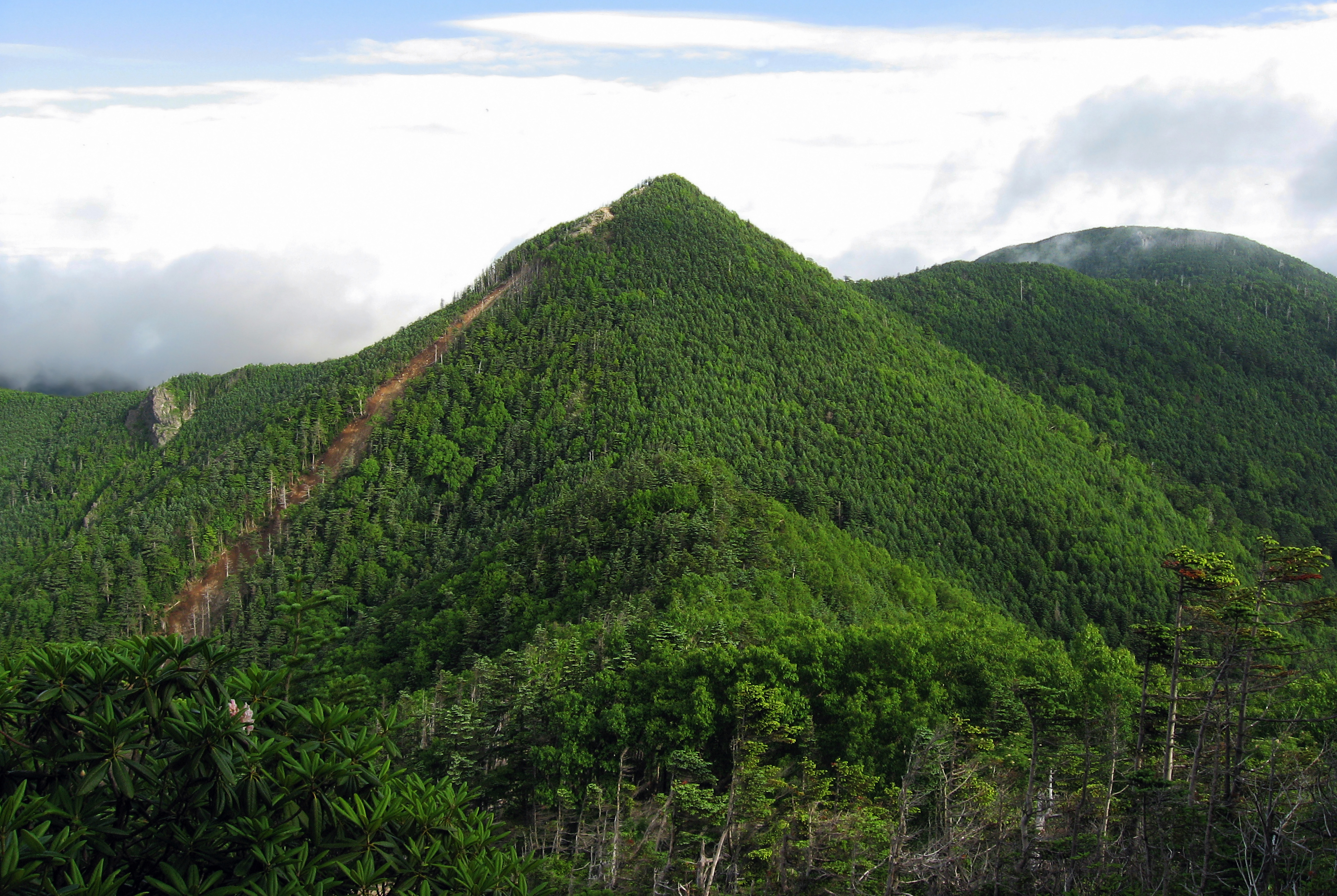
甲武信岳

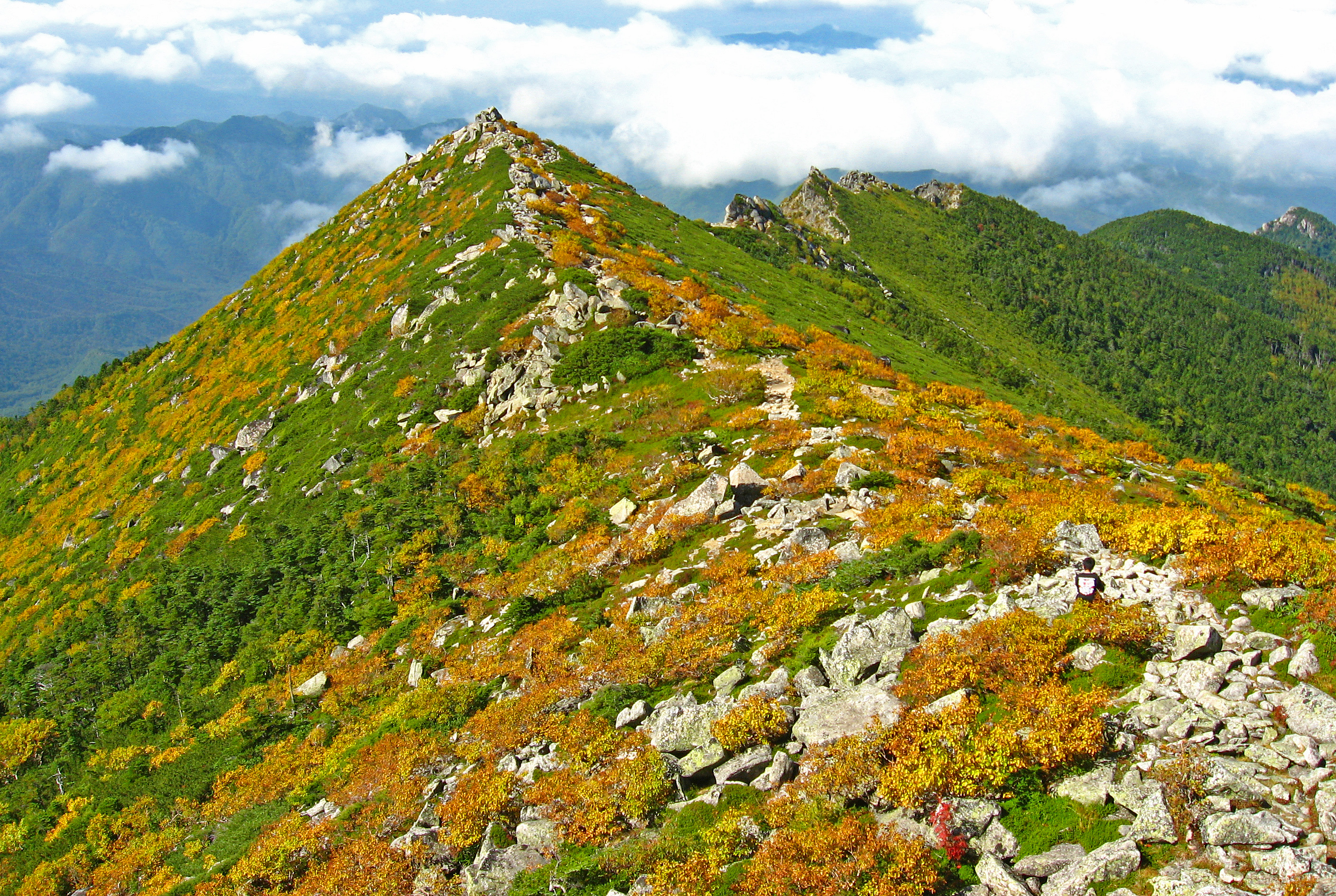
金峰山

甲武信ユネスコエコパーク（こぶしユネスコエコパーク）は、山梨県、東京都、埼玉県、長野県にまたがる日本で10番目のユネスコエコパーク（生物圏保存地域）。構成地域は12市町村。

## 概要
甲武信ヶ岳をはじめとする奥秩父山塊（秩父多摩甲斐国立公園）のエリアを含む関東山地の大部分からなり、荒川、多摩川、笛吹川、千曲川（信濃川）など主要の河川の水源地がある。総面積は190,603ha、核心地域は13,364haである。甲武信は旧国名の甲斐国、武蔵国、信濃国による通称から取り、構成市町村は山梨県の甲府市、山梨市、大月市、北杜市、甲斐市、甲州市、小菅村、丹波山村、埼玉県の秩父市、小鹿野町、長野県川上村、東京都奥多摩町である。
関東山地は急峻な山岳地帯でありながら、風化作用による土壌が発達しているため、稜線付近まで森林が広がり、日本アルプスに比べて山肌が見える場所は少ない。一帯には約320種が存在する日本のチョウの約4割である126種が生息しており、ニホンツキノワグマ、ニホンジカ、ニホンカモシカなどの大型哺乳類やクマタカ、ノスリなどの猛禽類も見られる。南側の山梨県内は古くから「甲州八珍果」と呼ばれるぶどう、柿、桃などの果物の産地である。2019年（令和元年）6月19日にユネスコエコパークに登録。

## 沿革
- 2016年(平成28年）5月 - 甲武信水の森ユネスコエコパーク登録推進協議会を設立
- 2017年(平成29年）3月 - 甲武信ユネスコエコパークに名称変更。
- 2019年（令和元年）6月 - 登録。

## 山岳
- 甲武信ヶ岳、金峰山、雲取山、両神山

## 河川
- 荒川、笛吹川、千曲川、多摩川、中津川

## 地形・観光
- 昇仙峡、奥多摩湖、ようばけ、秩父夜祭、三峯神社

## 交通
- 雁坂トンネル、国道140号、国道411号